# Stenasellus foresti
Stenasellus foresti là một loài chân đều trong họ Stenasellidae. Loài này được Magniez miêu tả khoa học năm 2002.